# Nebrioporus anchoralis
Nebrioporus anchoralis là một loài bọ cánh cứng trong họ Bọ nước. Loài này được Sharp miêu tả khoa học năm 1884.